# جوني بالدوين
جوني بالدوين (بالإنجليزية: Johnny Baldwin)‏ هو لاعب كرة قدم كندية أمريكي، ولد في 1 أبريل 1984 في بيسمير في الولايات المتحدة.

## وصلات خارجية
- جوني بالدوين على موقع مرجع كرة القدم المحترفة.كوم (الإنجليزية)
- جوني بالدوين على موقع JustSportsStats.com (الإنجليزية)